# Menai Suspension Bridge
Menai Suspension Bridge (wal. Pont y Borth) – most wiszący nad cieśniną Menai, w północno-zachodniej Walii, łączący wyspę Anglesey z Wielką Brytanią. Most znajduje się nieopodal miejscowości Menai Bridge (Porthaethwy) i Bangor. Przez most przebiega droga A5.
Most zbudowany został w latach 1819–1826 przez Thomasa Telforda i stanowił pierwsze połączenie drogowe między wyspą Anglesey a stałym lądem. Jego budowa pozwoliła skrócić czas podróży z Londynu do Holyhead (skąd wyruszały połączenia promowe do Irlandii) z 36 do 27 godzin, a jednocześnie na uniknięcie niebezpiecznej przeprawy promowej przez cieśninę Menai, cechującą się silnymi wiatrami i prądami morskimi. Do 1941 roku za przejazd mostem pobierane było myto.
Jest to jeden z dwóch mostów prowadzących na wyspę; drugim jest wzniesiony w 1850 roku drogowo-kolejowy Britannia Bridge.
Całkowita długość mostu wynosi 304,8 m, a główne przęsło mostu liczy 176,5 m. W momencie oddania do użytku Menai Suspension Bridge był najdłuższym mostem wiszącym na świecie (uprzedni rekord należał do Union Bridge na pograniczu angielsko-szkockim). Most pozostawał najdłuższym do 1834 roku, gdy w szwajcarskim Fryburgu nad rzeką Sarine wybudowano Wielki Most Wiszący (fr. Grand Pont Suspendu; obecnie w tym miejscu znajduje się Pont de Zaehringen). Menai Suspension Bridge ma 45,7 m wysokości, przęsło mostu zawieszone jest 30,5 m nad średnim poziomem morza, pozwalając na swobodną żeglugę.
Materiałem wykorzystanym do budowy mostu był wapień. Pokład mostu oryginalnie drewniany, w 1893 roku zastąpiony został stalowym. Łańcuchy, początkowo wykonane z kutego żelaza, od 1938 roku są również stalowe.